# Vladimir Aleksandrovici Fock

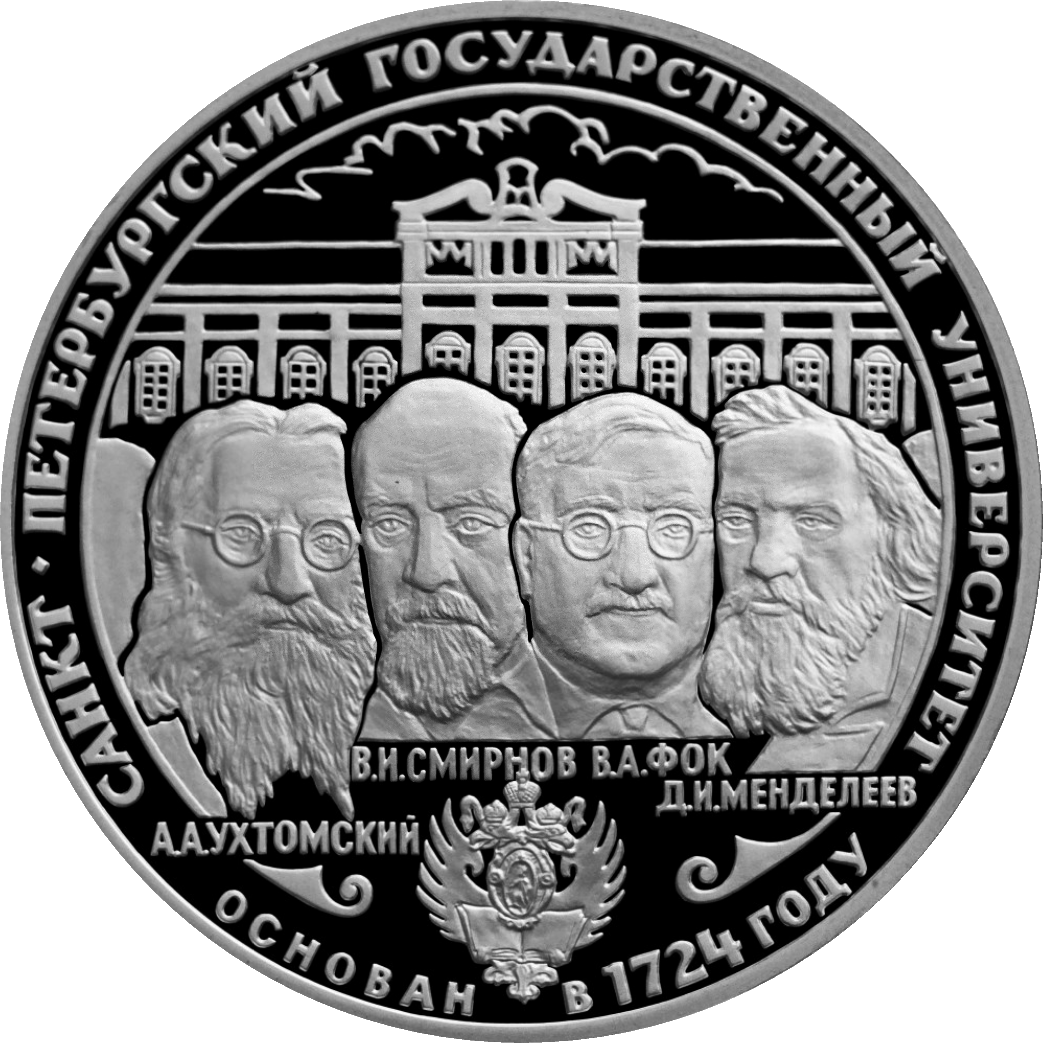
Fock, al treilea din stânga, pe reversul monedei de 3 ruble din seria „275 de ani ai primei universități rusești”.

Vladimir Aleksandrovici Fock (rusă Влади́мир Алекса́ндрович Фoк) (n. 22 decembrie 1898, Sankt Petersburg – d. 27 decembrie 1974, Leningrad) a fost un fizician rus sovietic, membru al Academiei Ruse de Științe. A adus contribuții importante la mecanica cuantică, electrodinamica cuantică și teoria gravitației.

## Opere
- Teoria prostranstva, vremeni i tiagotenia (1955)). Ediție romînească: Teoria spațiului, timpului și a gravitației,București,Ed. Academiei, 1964)
- Printsipî kvantovoi mehaniki Ed. II, Moscova, Ed. Nauka, 1976